# ニュー・ベスト (ベイ・シティ・ローラーズのアルバム)
『ニュー・ベスト』は、1976年に日本独自編集で発表されたベイ・シティ・ローラーズのコンピレーション・アルバム。1976年8月20日に、アリスタ・レコードのレーベルで、東芝EMIから日本だけにリリースされた。ジャケットや帯に英字で「Rock and Roll Love Letter」と記されているため、北米市場向けに編集された同じく1976年のコンピレーション・アルバム『ロックン・ロール・ラブレター (Rock n' Roll Love Letter)』と混同されることがあるが、内容は大きく異なっており、全く別のアルバムである。そのためか、後年英題が『Rollers Collection』に変更されている。
ベイ・シティ・ローラーズが初来日した1976年12月以降に売れ行きが伸び、オリコン週間LPチャートでは、1977年1月31日付から2月14日付まで3週にわたって首位に立った。
取り上げられた楽曲は、『エジンバラの騎士 (Rollin')』（1974年）から4曲（A3、A6、B1、B5）、『噂のベイ・シティ・ローラーズ (Once Upon a Star)』（1975年）から3曲（A5、B2、B4、B7）、『青春のアイドル (Wouldn't You Like It?)』（1975年）から2曲（A2、A4）、『青春に捧げるメロディー (Dedication)』（1976年）から2曲（A1、A7）、アルバム未収録シングル曲2曲（B２、B6）という構成であった。ジャケット写真は、イアン・ミッチェル在籍時のものとなっている。

## トラックリスト

### A面
1. ロックン・ロール・ラブレター "Rock and Roll Love Letter" (Tim Moore)
2. 恋をちょっぴり "Give a Little Love" (Phil Wainman, Johnny Goodison)
3. ベイ・シティ・ローラーズのテーマ "Shang-a-Lang" (Bill Martin, Phil Coulter)
4. ダンスはゴキゲン "I Only Wanna Dance With You" (Eric Faulkner, Stuart Wood)
5. エンジェル・ベイビー "Angel Baby" (Faulkner, Wood)
6. 太陽の中の恋 "Summerlove Sensation" (Martin, Coulter)
7. マネー・ハニー "Money Honey" (Faulkner, Wood)

### B面
1. サタデー・ナイト "Saturday Night" (Martin, Coulter)
2. ラブ・ミー・ライク・アイ・ラブ・ユー "Love Me Like I Love You" (Faulkner, Wood)
3. ひとりぼっちの十代 "My Teenage Heart" (Faulkner, Wood)
4. 朝まで踊ろう "Keep On Dancing" (Young)[3]
5. 想い出に口づけ "Remember (Sha La La La)" (Martin, Coulter)
6. 明日に恋しよう "All Of Me Loves All Of You" (Martin, Coulter)
7. バイ・バイ・ベイビー "Bye, Bye, Baby" (Bob Gaudio, Bob Crewe)